# 東日暮里
東日暮里（日语：／ Higashi-nippori */?）是東京都荒川區的町名。現行行政地名為東日暮里一丁目至東日暮里六丁目。已實施住居表示。

## 地理
位於荒川區西南部，是擁有廣大下町的町。北鄰荒川，東北接南千住，南連台東區根岸，西南通台東區谷中，西臨西日暮里。

## 歷史
- 1909年（明治42年）11月25日 - 創立第二日暮里尋常小學校。（現第二日暮里小學校，東日暮里5-2-1）
- 1913年（大正2年）7月 - 町制施行，為日暮里町。[2]
- 1918年（大正7年）4月1日 - 第三日暮里尋常小學校創立。（現第三日暮里小學校，東日暮里3-10-17）
- 1924年（大正13年]） - 攝影師木村伊兵衛在開設日暮里町（現東日暮里4丁目）攝影館。（1929年（昭和4年）移往神田）[3]
- 1925年（大正14年）3月18日 - 日暮里大火（日语：日暮里大火）。
- 1926年（大正15年）10月31日 - 大火區域的土地區劃整理事業竣工。[4]
- 1927年（昭和2年）4月 - 燒毀的第三日暮里尋常小學校新校舍竣工。[5]
- 1927年（昭和2年）11月 - 成立日暮里町旭町1～3丁目。[4]
- 1966年（昭和41年） - 日暮里町1～3丁目與三河島1～3丁目，日暮里町4～5丁目、三河島町4丁目、南千住町1丁目各一部分合併成立現行的「東日暮里」。

### 地名由來
位於日暮里東部而得名

## 交通

### 鐵道
町內未設車站，可利用以下鐵路路線：
東日本旅客鐵道
- 山手線/京濱東北線/常磐快速線：日暮里站（所在地為西日暮里）

京成電鐵
- 京成本線：日暮里站（同上）

### 巴士
- 東京都交通局（都營巴士）
  - 草41系統（足立梅田町⇔淺草壽町） - 三河島站前、大下、東日暮里三丁目、東日暮里四丁目巴士站
  - 都08系統（日暮里站前⇔錦糸町站前） - 東日暮里三丁目、東日暮里五丁目巴士站
  - 里22系統（日暮里站前⇔龜戶站前） - 三河島站前、大下、東日暮里三丁目、東日暮里五丁目巴士站

### 道路
- 東京都道58号台東川口線（日语：東京都道・埼玉県道58号台東川口線）（尾久橋通）
- 東京都道306號王子千住南砂町線（日语：東京都道306号王子千住南砂町線）（明治通）
- 東京都道313號上野尾竹橋線（日语：東京都道313号上野尾竹橋線）（尾竹橋通（日语：尾竹橋通り））

## 設施
- 日暮里區民事務所
- 東京都立竹台高等學校（日语：東京都立竹台高等学校）
- 朝鮮第一中、初級學校
- 荒川區立第二日暮里小學校
- 荒川區立第三日暮里小學校（日语：荒川区立第三日暮里小学校）

## 備註
1. ↑  町丁別世帯数及び人口一覧表（荒川区全域）[永久]
2. ↑  『日暮里町政沿革史』
3. ↑  『木村伊兵衛をしのぶ(「対談・写真この50年」）』-朝日新聞社-（
4. 1 2  『荒川の歴史-東京ふるさと文庫19』（松平康文著）
5. ↑  『創立三十五周年記念誌』（1953年10月23日第三日暮里小学校）

## 外部連結
- 荒川區官方網站 （页面存档备份，存于）
- 幕末、明治時期的東日暮里5丁目 （页面存档备份，存于）